# Daniel Rosenfeld
Daniel Rosenfeld, (nghệ danh C418), là một nhạc sĩ kiêm nhà sản xuất người Đức, được biết đến nhiều nhất với tư cách là nhà soạn nhạc và thiết kế âm thanh cho trò chơi điện tử Minecraft . Anh cũng đã viết và sản xuất bài hát chủ đề cho Beyond Stranger Things và Cookie Clicker được phát hành trên Steam. Anh từng làm DJ cho ban nhạc rock Anamanaguchi.

## Tiểu sử
Rosenfeld sinh ra ở Đông Đức vào năm 1989, cha là người Đức gốc Liên Xô và mẹ là người Đức. Anh đã học cách sáng tác nhạc trên các phiên bản đầu tiên của Schism Tracker (một bản sao phổ biến của Impulse Tracker) và Ableton Live vào đầu những năm 2000. Anh trai của anh, Harry Rosenfeld, người đã giới thiệu anh công việc sáng tác âm nhạc thông qua Ableton Live. Harry còn được gọi là C818, từ đó anh chọn cái tên C418, cho dù "cái tên này khó hiểu và vô nghĩa".

### 2002–2009: Khởi đầu sự nghiệp
Sau khi được anh trai giới thiệu, Daniel bắt đầu phát hành nhạc trên Bandcamp sau khi Danny Baranowsky đề xuất phát hành nhạc của anh trên trang này.
Tháng 1 năm 2007, Rosenfeld tạo một blog với cái tên Blödsinn am Mittwoch (tạm dịch: Sự im lặng vào thứ Tư), nơi anh đăng bài hát mới mỗi tuần. Đây là khoảng thời gian anh bắt đầu quan tâm đến việc phát triển trò chơi và âm thanh, điều này dẫn đến việc anh tham gia dự án phát triển trò chơi độc lập TIGSource. Sau đó, Rosenfeld bắt đầu làm album và phát hành chúng trên blog và Bandcamp, như một sở thích.
Bản phát hành đầu tiên của anh ấy là EP BPS năm 2007, và ngay sau đó, vào năm 2008, anh ấy đã thử thách bản thân thực hiện một album phòng thu càng nhanh càng tốt, để giải trí, ưu tiên số lượng hơn chất lượng. Album The Anything Director's Cut đã được ra mắt trên blog của anh với tên BAM #30  của anh. Năm 2013, album bị xóa với lí do "Tôi không thích nó nữa".

### 2009–2013: Tham gia dự án Minecraft
Đầu năm 2009, Rosenfeld bắt đầu hợp tác với "Notch" Persson - người sáng lập dự án Minecraft thông qua diễn đàn TIGSource. Rosenfeld chịu trách nhiệm về hiệu ứng âm thanh trong trò chơi Minecraft.
Tháng 3 năm 2010, album Circle được ra mắt. Ban đầu album được thiết kế cho một game indie chưa được xuất bản - được tạo ra bởi một người dùng vô danh.
Tháng 8 năm 2010, Rosenfeld ra mắt album Life Changing Moments Seem Minor in Pictures. Album được thu âm khi Rosenfeld  đang cư trú ở Đức. Vào thời điểm ra mắt album, Rosenfeld được yêu cầu thực hiện nghĩa vụ quân sự sau khi nghỉ việc.
Năm 2011, một loạt album tổng hợp các bài hát từ nhiều dự án khác nhau đã được phát hành miễn phí trên Bandcamp, bao gồm Little Things, I Forgot Something, Did Not I. (một phần của 72 Minutes of Fame) và Seven Years of Server Data.
Trong khi làm việc tại dự án Minecraft với tư cách nghệ sĩ tự do (anh không phải nhân viên của Mojang Studios). Rosenfeld vẫn sở hữu bản quyền đối với tất cả bài hát của mình trong trò chơi và đã phát hành hai album từ bài hát chủ đề của.Minecraft
Nửa năm sau, quá trình sản xuất một bộ phim tài liệu về sự phát triển của Minecraft bắt đầu. Rosenfeld được yêu cầu tạo nhạc nền cho bộ phim tài liệu này, bài hát là một phần trong album One năm 2012 của anh.

### 2013–2016: Minecraft - Volume Beta.
Ngày 9 tháng 11 năm 2013, Rosenfeld đã phát hành album thứ hai gồm nhạc chủ đề chính thức cho Minecraft, mang tên Minecraft - Volume Beta. Vào năm 2020, nhạc phim được phát hành ở định dạng vật lý với Ghostly International và các bản tái bản của Minecraft - Volume Alpha bản vật lý cũng được ra mắt. Các bản Volume Beta bao gồm một ấn bản CD kép của album, một bản đĩa than và một phiên bản đĩa nhựa giới hạn. Lúc đầu chỉ dành riêng cho khu vực Châu Âu, nhưng sau đó đã cũng đã bán cho quốc tế sau khi chịu sức ép từ dư luận.
Năm 2015, Rosenfeld ra mắt album 148.
Cuối năm 2015. nhạc phim Minecraft - Volume Alpha được phát hành ở định dạng vật lý trên Ghostly International. Bản này bao gồm một ấn bản CD thông thường của album, một bản đĩa than đi kèm với mã kỹ thuật số của album và một ấn bản giới hạn của album được ép trên nhựa vinyl.
Cùng năm đó, Rosenfeld gợi ý về một album thứ ba sắp ra mắt cho Minecraft, nói rằng Tôi sẽ vẫn làm việc cho Minecraft, vì vậy có thể sẽ có một album khác. Vào năm 2017, Rosenfeld đã xác nhận việc ra mắt trong tương lai, tuyên bố rằng album vẫn còn lâu mới hoàn thành

### 2016–2021: 2 Years of Failure, Excursions và những dự án độc lập khác.
Năm 2016, Rosenfeld ra mắt album 2 Years of Failure, một album tổng hợp những dự án thất bại hoặc những bài hát bị lỗi thời. Đáng chú ý nhất là album này chứa bản phối lại bài hát chủ đề Stranger Things, bài hát đã trở nên nổi tiếng vào năm 2018. Đây là bài hát được phát nhiều nhất trên trang SoundCloud cá nhân của Rosenfeld cho đến khi nó bị xóa cùng với một số bản nhạc khác do gói SoundCloud Pro hết hạn.
Sau bản cập nhật Minecraft Update Aquatic năm 2018, ba bài hát mới đã được thêm vào trò chơi. Những bài hát này - Dragon Fish, Shuniji, Axolotl - được Rosenfeld phát hành lần lượt vào ngày 9/8, ngày 10/11 và ngày 12/12 năm 2018 trên Spotify dưới dạng đĩa đơn.
Tháng 1 năm 2019, album Excursions được ra mắt dưới dạng đĩa CD và album giới hạn bởi hãng thu âm Driftless Recordings. Năm 2021, album được tái bản.
Tháng 1 năm 2021, trong cuộc phỏng vấn với với Anthony Fantano, khi được hỏi liệu nhạc nền 1.19 pre-release 3 trong dự án (Minecraft) có đang được thực hiện hay không, Rosenfeld trả lời: Hiện tại thì tôi coi như nó đã hoàn thành, nhưng mọi thứ đã trở nên phức tạp, đặc biệt khi Minecraft giờ là một trò chơi nổi tiếng. Nên tôi chịu".
Tháng 5 năm 2021, Rosenfeld ra mắt Branching Out, EP chứa nhạc nền của Branch, một phần mềm hội nghị trực tuyến của Dayton Mills.

### 2021-Hiện tại:
Ngày 16 tháng 6 năm 2021, Rosenfeld thông báo trên Twitter rằng album của anh ấy từ 11 năm trước -  Life Changing Moments Seem Minor in Pictures  sẽ được làm lại và phát hành trên các nền tảng trực tuyến.
Vào tháng 7 năm 2021, Rosenfeld cùng với Davey Wreden, Karla Zimonja và Annapurna Interactive thông báo ra mắt Ivy Road, một studio game do Wreden và Zimonja sáng lập.
Sau khi thông báo về dự án Ivy Road, vào tháng 8 năm 2021, Rosenfeld thông báo rằng anh đã làm soundtrack cho trò chơi Cookie Clicker khi trò chơi được phát hành trên Steam.
Ngày 13 tháng 3 năm 2022, với tư cách là DJ, Rosenfeld đã biểu diễn với ban nhạc Anamanaguchi cho sự kiện Scott Pilgrim vs. The World: The Game Soundtrack.
Tháng 8 năm 2022, stuido Northway Games ra mắt trò chơi I Was a Teenage Exocolonist. Rosenfeld và các nhạc sĩ âm nhạc khác đã hợp tác sáng tác nhạc nền cho trò chơi. Tác phẩm Quiet của anh là một trong số đó.

## Danh sách đĩa nhạc
- Life Changing Moments Seem Minor in Pictures (2010)
- Minecraft – Volume Alpha (2011)
- 72 Minutes of Fame (2011)
- One (2012)
- Minecraft – Volume Beta (2013)
- 148 (2015)
- Dief (2017)
- Excursions (2018)

## Phim
| Năm  | Tiêu đề                        | Đạo diễn        | Thể loại      |
| ---- | ------------------------------ | --------------- | ------------- |
| 2012 | Minecraft: The Story of Mojang | Paul Owens      | Phim tài liệu |
| 2017 | Beyond Stranger Things         | Michael Dempsey | Truyền hình   |